# Xylopia cuspidata
Xylopia cuspidata Diels – gatunek rośliny z rodziny flaszowcowatych (Annonaceae Juss.). Występuje naturalnie w Kolumbii, Ekwadorze, Peru, Boliwii oraz Brazylii (w stanach Acre i Amazonas). 

## Morfologia
PokrójZimozielone drzewo dorastające do 5–8 m wysokości. Gałęzie mają kolor od pomarańczowoczerwonego do purpurowobrązowego. Młode pędy są owłosione.
LiścieMają kształt od eliptycznego do podłużnego lub owalnego. Mierzą 19–26 cm długości oraz 5,5–7,5 szerokości. Nasada liścia jest rozwarta. Wierzchołek jest spiczasty. Ogonek liściowy jest nagi i dorasta do 3–6 cm długości.
KwiatySą pojedyncze. Rozwijają się w kątach pędów. Działki kielicha mają trójkątny kształt i dorastają do 6–7 mm długości. Płatki mają eliptyczny kształt i dorastają do 14 cm długości.
OwoceZłożone z 6–14 elipsoidalnych rozłupni. Osiągają 1,8 cm długości oraz 1,2 cm średnicy.